# Osttimoresisch-rumänische Beziehungen
Die osttimoresisch-rumänischen Beziehungen beschreiben das zwischenstaatliche Verhältnis von Osttimor und Rumänien.

## Geschichte
Während der indonesischen Besetzung Osttimors war der Osttimorese Mário Viegas Carrascalão von 1993 bis 1997 Botschafter Indonesiens in Rumänien.
Osttimor und Rumänien nahmen am 20. Dezember 2002 diplomatische Beziehungen auf. Rumänien beteiligte sich mit Polizeikräften an der Integrierten Mission der Vereinten Nationen in Timor-Leste (UNMIT).
Im November 2018 besuchte die rumänische Sonderbotschafterin (Ambassador at Large) Daniela Gîtman Osttimor und traf auch Präsident Francisco Guterres.

## Diplomatie

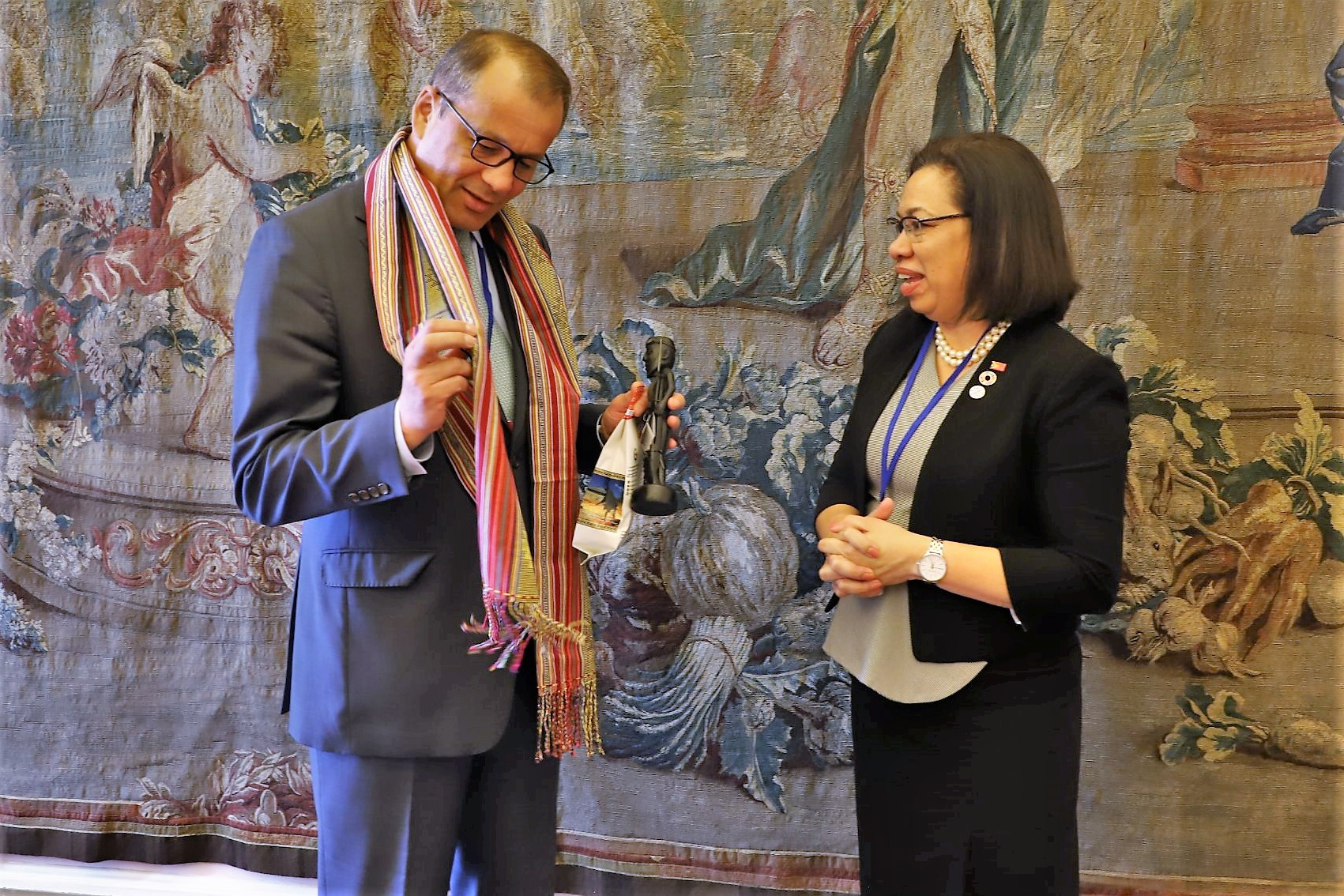
Rumäniens Staatssekretär Cornel Feruta und Osttimors Außenministerin Adaljíza Magno (2022)

Osttimor hat keine diplomatische Vertretung in Rumänien. Zuständig ist die Ständige Vertretung Osttimors bei der Europäischen Union in Brüssel.
Rumänien hat in Dili keine diplomatische Vertretung. Zuständig ist die rumänische Botschaft im indonesischen Jakarta.

## Wirtschaft
Für 2018 gibt das Statistische Amt Osttimors keine Handelsbeziehungen zwischen Osttimor und Rumänien an.

## Einreisebestimmungen
Inhaber eines rumänischen Passes können seit 2015 ohne Visum für einen Zeitraum von nicht mehr als 90 Tage nach Osttimor einreisen, unabhängig vom Zweck der Reise. Für Osttimoresen gilt in Rumänien Visafreiheit.